# Šamorín
Šamorín (bis 1927 slowakisch „Šamorýn“; ungarisch Somorja, deutsch Sommerein, latein. Sancta Maria) ist eine Kleinstadt in der Westslowakei mit 13.672 Einwohnern (Stand 31. Dezember 2024). Verwaltungsrechtlich liegt sie im Okres Dunajská Streda im Trnavský kraj.

## Geographie
Die Stadt befindet sich im südwestlichen Teil der Großen Schüttinsel innerhalb des slowakischen Donautieflands, nördlich der Donau, die hier im Wasserkraftwerk Gabčíkovo aufgestaut ist. Im Süden reicht die Stadt bis zur slowakisch-ungarischen Grenze an der ursprünglichen Donau. Das Stadtgebiet ist flach mit minimalen Höhenunterschieden. Das Stadtzentrum liegt auf einer Höhe von 130 m n.m. und ist 24 Kilometer von Bratislava sowie jeweils 25 Kilometer von Dunajská Streda und Senec entfernt.
Nachbargemeinden sind Dunajská Lužná im Norden, Kvetoslavov im Nordosten, Veľká Paka im Osten, Báč im Osten, Dobrohošť im Südosten, Dunakiliti (H) im Süden, Rajka (H) im Südwesten und Hamuliakovo im Westen.

### Stadtgliederung
Šamorín umfasst neben der eigentlichen Stadt Šamorín noch die Orte Bučuháza (ungarisch Bucsuháza), Čilistov (ungarisch Csölösztő, deutsch Kledern), Kráľovianky (ungarisch Királyfia) und Mliečno (bis 1927 „Mléčno“; ungarisch Tejfalu, deutsch Milchdorf).
Eingemeindungen
- 1808: Gančháza
- 1960: Čilistov
- 1976: Mliečno (dem wiederum wurden 1940 Bučuháza und Kráľovianky eingemeindet)

## Geschichte

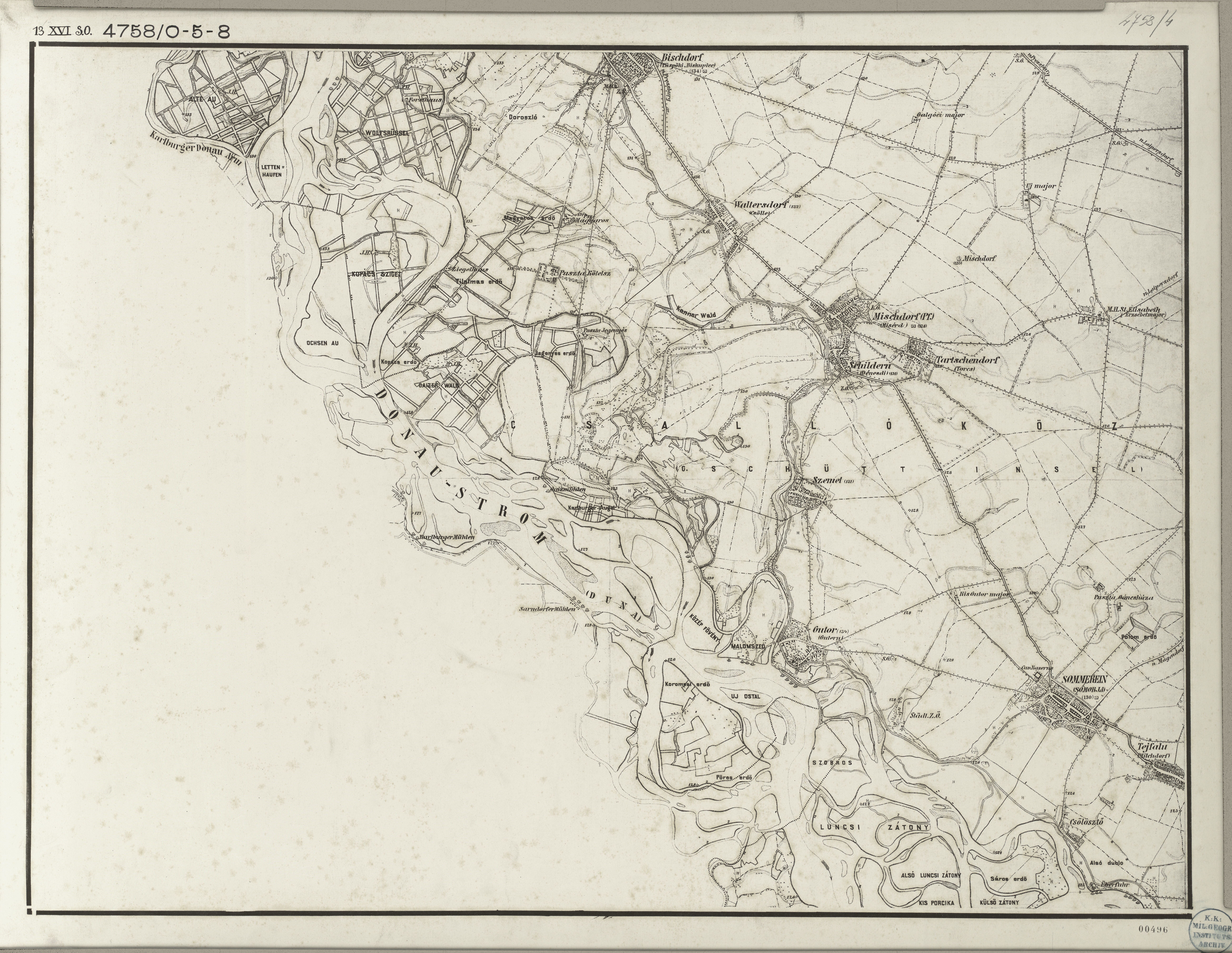
Sommerein/Šamorín (rechts unten) auf der Großen Schüttinsel, um 1883 (Aufnahmeblatt der Landesaufnahme)

Der Ort wurde 1238 als ecclesia Sancte Mariae zum ersten Mal erwähnt und erhielt seinen Namen nach der alten Jungfrau-Maria-Kirche. Er war im Mittelalter ein Donauhafen an einem heute längst zugeschütteten Flussarm. Bedingt durch die Lage und die Böden entwickelte sich die Landwirtschaft sehr gut, damit einhergehend gab es auch reges handwerkliches Treiben. An der Donau entstanden zahlreiche Schiffsmühlen. 1405 verlieh König Sigismund der Stadt den Status als Königliche Freistadt, 1411 erhielt die Stadt das Marktrecht. Jedoch verlor die Stadt durch den Aufstieg Pressburgs/Bratislavas immer mehr an Bedeutung. Durch die Kriegswirren des 16. Jahrhunderts kam der bisherige Aufstieg zum Erliegen und verlor 1589 den Status als Königliche Freistadt und war fortan nur eine provinzielle Stadt im Herrschaftsgebiet der Pressburger Burg. Trotzdem bildete sie ein regionales Handelszentrum, mit Zünften der Kürschner, Kleidmacher, Schlosser, Schuster, Weber, Töpfer, Zimmerleute, Goldschmiede, Fischer und anderen. Im 17. Jahrhundert machte die Stadt dann noch einmal durch einige grausame Urteile in Hexenprozessen auf sich aufmerksam. Im 18. Jahrhundert arbeiteten 13 Wassermühlen und eine Brauerei in der Stadt. 1828 zählte man 412 Häuser und 2.990 Einwohner. Während des Ersten Weltkriegs bestand in der Stadt ein Lager für italienische und russische Kriegsgefangene.
Bis 1918 gehörte Šamorín zum Königreich Ungarn und kam dann zur neu entstandenen Tschechoslowakei, durch den Ersten Wiener Schiedsspruch kam die Stadt von 1938 bis 1945 kurzzeitig wieder zu Ungarn.

## Bevölkerung
| Jahr:                | 1994.  | 2004.   | 2014.   | 2024.   |
| -------------------- | ------ | ------- | ------- | ------- |
| Anzahl der Personen: | 12.182 | 12.339  | 13.028  | 13.672  |
| Unterschied:         |        | +1,28 % | +5,58 % | +4,94 % |

| Jahr:                | 2023.  | 2024.   |
| -------------------- | ------ | ------- |
| Anzahl der Personen: | 13.635 | 13.672  |
| Unterschied:         |        | +0,27 % |

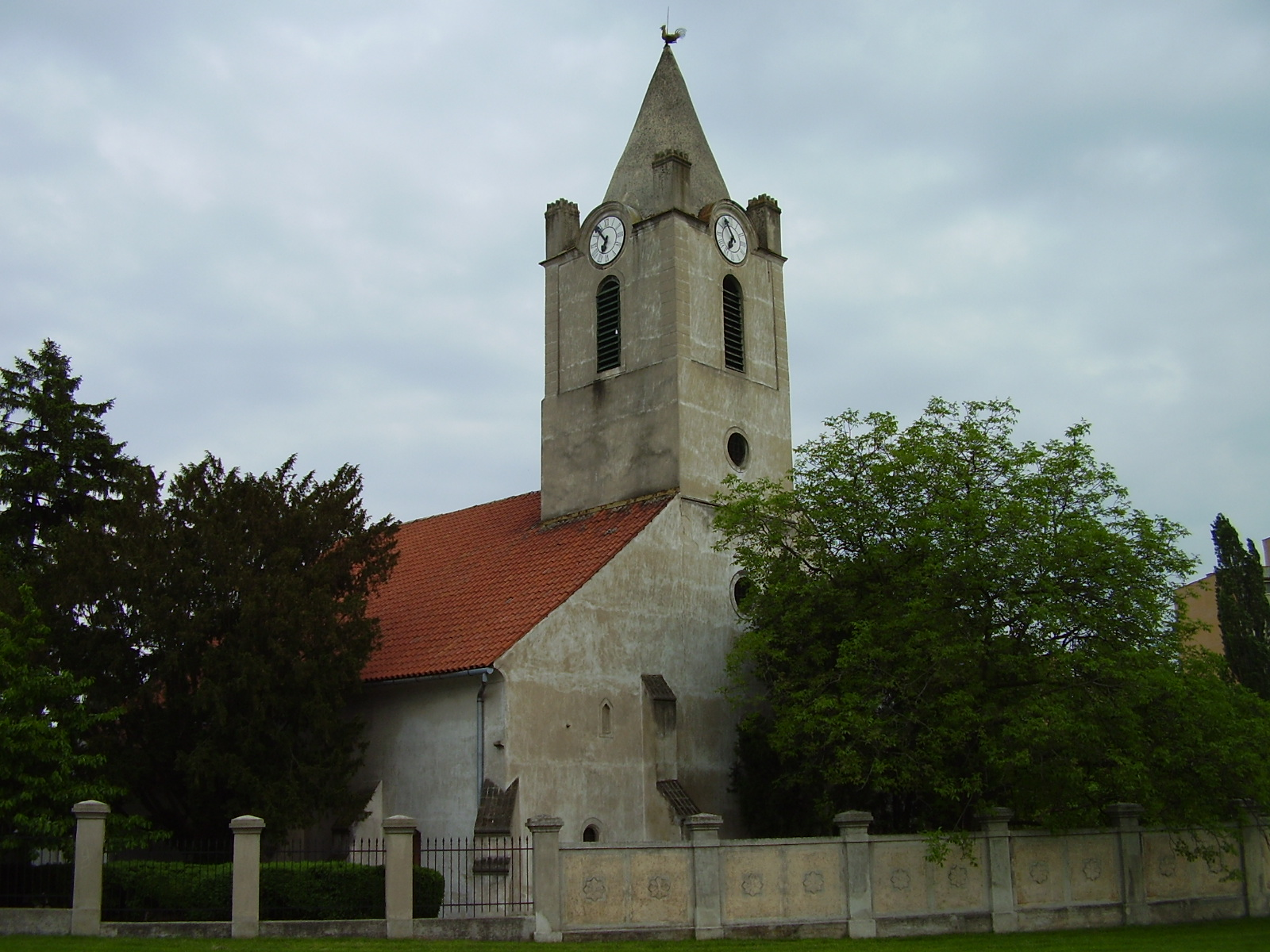
Reformierte Kirche in Šamorín

Nach der Volkszählung 2011 wohnten in Šamorín 12.726 Einwohner, davon 7.309 Magyaren, 4.365 Slowaken, 63 Tschechen, 28 Roma, 14 Deutsche, jeweils acht Bulgaren und Russen, sechs Ukrainer und fünf Juden. Insgesamt 58 Einwohner gaben eine andere Ethnie an und 862 Einwohner machten keine Angabe zur Ethnie.
8.298 Einwohner bekannten sich zur römisch-katholischen Kirche, 474 Einwohner zur reformierten Kirche, 446 Einwohner zur Evangelischen Kirche A. B., 79 Einwohner zu den Zeugen Jehovas, 62 Einwohner zur griechisch-katholischen Kirche, 55 Einwohner zu den christlichen Gemeinden, 29 Einwohner zur evangelisch-methodistischen Kirche, 22 Einwohner zur orthodoxen Kirche, 18 Einwohner zur jüdischen Gemeinde und 11 Einwohner zur Bahai-Religion. Insgesamt 99 Einwohner bekannten sich zu einer anderen Konfession. 1.599 Einwohner waren konfessionslos und bei 1.534 Einwohnern wurde die Konfession nicht ermittelt.

## Sehenswürdigkeiten

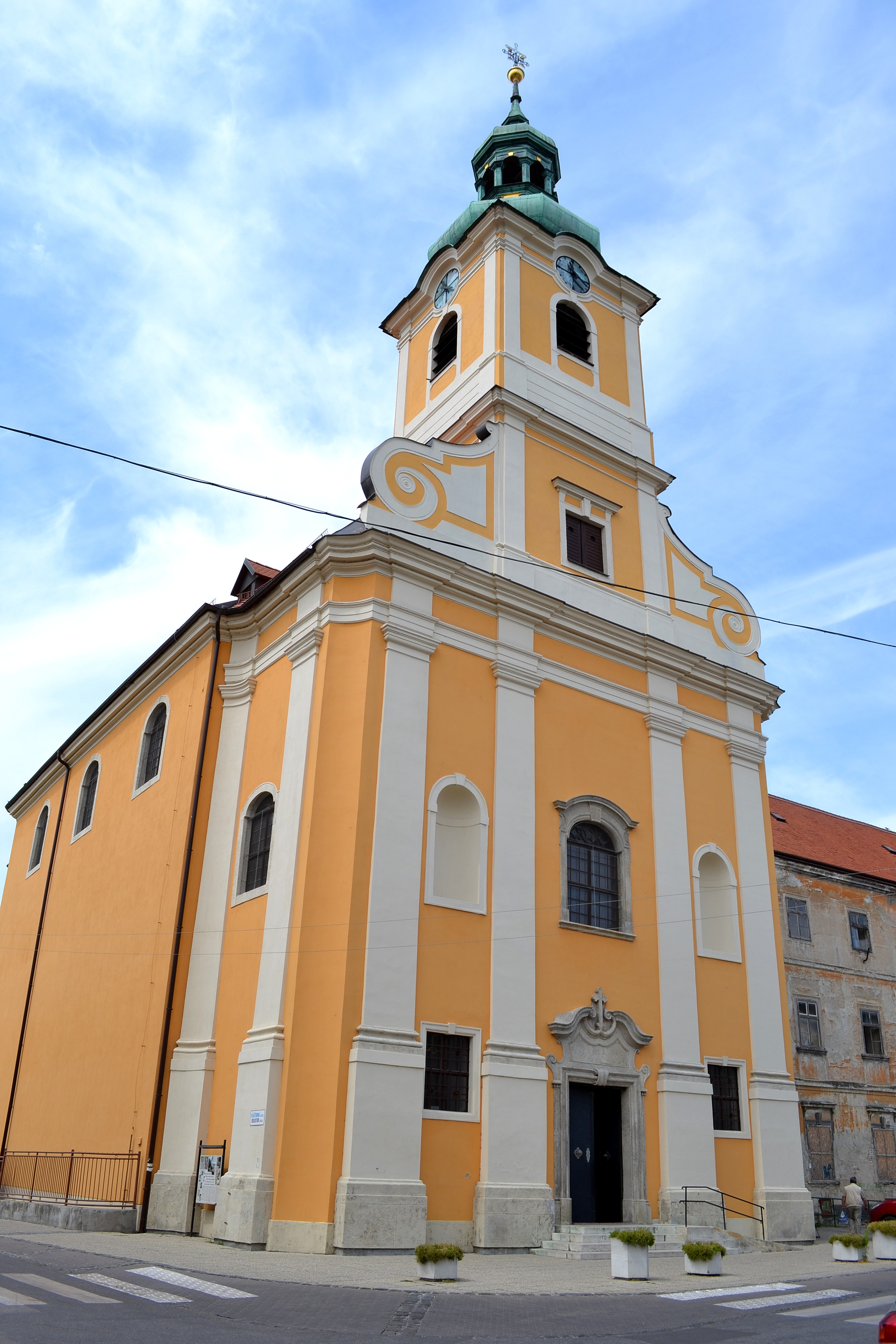
Kirche Mariä Himmelfahrt in Šamorín

- Reformierte Kirche, ursprünglich katholisch und spätromanisch aus dem 13. Jahrhundert
- Katholische Kirche und ehemaliges Kloster aus dem 18. Jahrhundert im barocken Stil
- Evangelische Kirche von 1784
- Katholische Kirche im romanischen Stil in der Kleinsiedlung Šámot
- Synagoge, 1912 im romanisch-historisierenden Stil erbaut
- Rathaus im Renaissancestil
- 2015 wurde die neue X-Bionic Sphere fertiggestellt, ein nach Plänen des deutschen Parcoursbauer Arno Gego erbautes gigantisches Sportzentrum unmittelbar an der Donau mit einem Areal von 90 Hektar, davon 38 ha für drei Rasen- und zwei Sandplätze, eine Allwettergalopprennbahn (1.650 m) und 600 feste Pferdeboxen sowie zwei Mehrzweckhallen für den Reitsport. Damit begründet Šamorín die Kandidatur für die Ausrichtung der Weltreiterspiele 2022.[6]
- Siehe auch: Liste der denkmalgeschützten Objekte in Šamorín

## Verkehr
Durch die Stadt verläuft die Straße 1. Ordnung zwischen Bratislava und Komárno und es endet die Straße 2. Ordnung 503 aus der Richtung Senec. Die am 19. Juli 2020 eröffnete Schnellstraße R7 (E 575) umgeht die Stadt vom Norden und hat zwei Anschlussstellen, Šamorín-západ (14) und Šamorín-sever (19), in unmittelbarer Nähe der Stadt.
Die 1915 eröffnete, 4,6 km lange Bahnstrecke Kvetoslavov–Šamorín wurde 2002 offiziell aufgelassen, nachdem dort bereits seit 1979 kein Personenverkehr mehr stattfand. Der nächste Bahnhof ist seitdem Kvetoslavov auf der Bahnstrecke Bratislava–Komárno. Der Busbahnhof der Stadt liegt westlich des Stadtzentrums und wird durch mehrere Lokal- und Regionallinien bedient.

## Persönlichkeiten
- Štefan Németh-Šamorínsky (1896–1975), Komponist, Organist, Pianist, Chorleiter und Musikpädagoge
- Eszter Méri (* 2002), Tennisspielerin